# III dinastia egizia
La III dinastia si inquadra nel periodo della storia dell'Antico Egitto detto Antico Regno che comprende un arco di tempo dal 2700 a.C. al 2620 a.C.

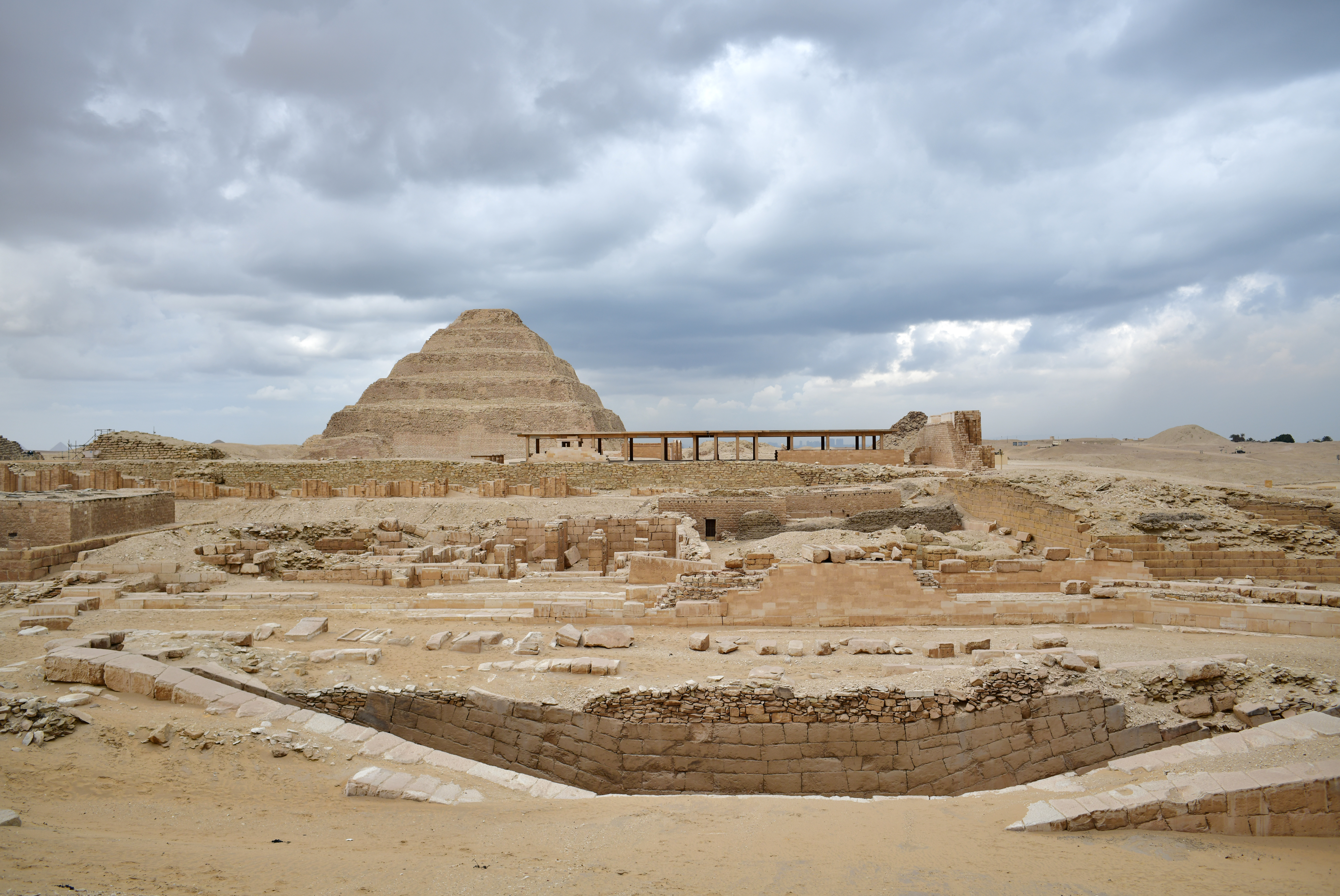
Saqqara, piramide di Djoser

La sequenza dei sovrani all'interno della dinastia è scarsamente documentata e vi sono molti punti di dubbio anche sull'esistenza o meno di alcuni di questi.
Di seguito sono riportati: la sequenza dei sovrani della III dinastia secondo lo schema maggiormente accettato e l'ipotesi proposta dall'egittologo Nabil Swelim nel 1977.
| Nome Horo     | Lista di Abido | Lista di Saqqara | Canone Reale | Manetone    | periodo di regno                 |
| Sanakhte      | Neb-ka         |                  | Nebka        | Necherophes | 2700 a.C. - 2680 a.C.            |
| Netjerykhet   | Djoser-za      | Djoser           | Djoser-it    | Tosorthros  | 2680 a.C. - 2660 a.C.            |
| Sekhemkhet    | Tety           | Djoser-tety      | Dioser-ty    | Tyreis      | tra il 2660 a.C. ed il 2655 a.C. |
| Khaba         | Sedjes         |                  | Hu(djefa)    | Mesochris   | tra il 2655 a.C. ed il 2650 a.C. |
|               | Nfr – ka- Ra   | Nebkara          |              | Souphis     | tra il 2650 a.C. ed il 2645 a.C. |
| Qa-hedjet (?) |                | Huni             | Hu(ni)       | Aches (?)   | 2645 a.C. - 2620 a.C.            |

## Ipotesi di Nabil Swelim
| Nome Horo   | Altri nomi                            | Abido           | Saqqara    | Torino           | Manetone Africano Af Eusebio E Eratostene Er | anni di regno | monumento funerario                           |
| Khaba       | Hornub Irtdjetef Nebka                | Nebka           | omesso     | Nebka            | Necherophis (Af) Nechrochis (E)              | 19            | recinto di Ieracompoli                        |
| Sa          | Sadjeser Djeser                       | Djersera        | Djeser     | Djeserit         | Tosorthros (Af) Sesorthos (E)                | 19            | Gisr el Modir a Saqqara                       |
| Ba          | Teti                                  | Teti            | omesso     | omesso           | Tyreis (Af)                                  | 7             | Recinto di Ptahhotep a Saqqara                |
| Sanakht     | Re W*                                 | lacuna (sedjes) | omesso     | omesso           | Mesochris (Af) Moncheiri (Er)                | 17            | Recinto El-Deir Struttura in mattoni di fango |
| Netjerykhet | Netjerykhetranub Senwy o Sensen Re X* | lacuna sedjes   | omesso     | omesso           | Soyphis (Af) Stoichos (Er)                   | 30            | Complesso della piramide a gradoni Saqqara    |
| Sekhemkhet  | Djeserty ankh                         | lacuna (Sedjes) | Djeserteti | Djeserty         | Tosortasis (Af) Gosormies (Er)               | 16            | Piramide a gradoni incompleta Saqqara         |
| ?           | Nebkara                               | lacuna (sedjes) | Nebkara    | lacuna (hudjefa) | Akhes (Af) Mares (Er)                        | 3,5           | piramide incompleta a Zawiyet el Aryan        |
| ?           | Neferka                               | Neferkara       | omesso     | lacuna (hudjefa) | Sephuris (Af) Anoyphis (Er)                  | 2,4           | basamento di piramide a Zawiyet al Aryan      |
| Qahedjet    | Huni                                  | omesso          | Huni       | Huni             | Kerpheris (Af)                               | 24            | piramide di Meydum                            |

- Nota: Re W e Re X si riferiscono a due sovrani della Pietra di Palermo di cui non è conservato il nome